# Phoenicurus caeruleocephala
Phoenicurus caeruleocephala là một loài chim trong họ Muscicapidae.